# یواس‌اس پونتیاک (آی‌دی-۲۳۴۳)
یواس‌اس پونتیاک (آی‌دی-۲۳۴۳) (به انگلیسی: USS Pontiac (ID-2343)) یک کشتی بود که طول آن ۱۱۴ فوت (۳۵ متر) بود. این کشتی در سال ۱۸۸۳ ساخته شد.